# Wahoo Fitness
Wahoo Fitness  is een Amerikaans technologiebedrijf dat is gespecialiseerd in fitnessproducten. Het bedrijf is opgericht in 2009 door Chip Hawkins. Het hoofdkantoor is gevestigd in Atlanta. De bekendste producten die Wahoo produceert zijn navigatieapparaten voor op de fiets en fietstrainers, waaronder enkele direct drive-trainers.

## Sponsor
Wahoo is de officiele sponsor van:
- Team Ineos (voormalig Team Sky)
- Bora-Hansgrohe
- Team Katjoesja Alpecin
- Hagens Berman Axeon
- Deceuninck–Quick-Step